# Getting Away with Murder
Getting Away with Murder é o quarto álbum dabanda de rock americana Papa Roach. O álbum foi um afastamento dos trabalhos anteriores da banda, apresentando umsom alternativo de rock e hard rock em vez de um som nu metal e rap metal. Diferentemente de seus álbuns anteriores, o álbum não apresenta rap e, apresentando melodias de Jacoby Shaddix. Foi lançado em 31 de agosto de 2004 pela Geffen Records e recebeu o certificado de ouro no Canadá e platina nos Estados Unidos, vendendo pelo menos 2,8 milhões de unidades. Getting Away with Murder atingiu o número 17 na Billboard 200. Estima-se que o álbum já tenha vendido mais de 3 milhões de copias pelo mundo.

## Faixas
| N.º | Título                      | Duração |  |
| 1.  | "Blood (Empty Promises)"    | 2:55    |  |
| 2.  | "Not Listening"             | 3:09    |  |
| 3.  | "Stop Looking Start Seeing" | 3:07    |  |
| 4.  | "Take Me"                   | 3:26    |  |
| 5.  | "Getting Away with Murder"  | 3:12    |  |
| 6.  | "Be Free"                   | 3:14    |  |
| 7.  | "Done with You"             | 2:52    |  |
| 8.  | "Scars"                     | 3:28    |  |
| 9.  | "Sometimes"                 | 3:07    |  |
| 10. | "Blanket of Fear"           | 3:21    |  |
| 11. | "Tyranny of Normality"      | 2:40    |  |
| 12. | "Do or Die"                 | 3:25    |  |

Tour Edition
| N.º | Título                      | Duração |  |
| 13. | "Harder Than a Coffin Nail" | 3:28    |  |
| 14. | "Caught Dead"               | 3:04    |  |
| 15. | "Take Me" (Ao Vivo)         | 3:29    |  |

Edição do Reino Unido
| N.º | Título                      | Duração |  |
| 13. | "Harder Than a Coffin Nail" | 3:28    |  |
| 14. | "Caught Dead"               | 3:04    |  |

## Posições nas paradas musicais
| Parada musical (2004)           | Melhor posição |
| ------------------------------- | -------------- |
| Alemanha - Media Control Charts | 8              |
| Áustria - Parada Musical        | 8              |
| Bélgica - Ultratop              | 14             |
| Estados Unidos - Billboard 200  | 17             |
| França - SNEP                   | 64             |
| Japão - Oricon                  | 84             |
| Países Baixos - MegaCharts      | 38             |
| Reino Unido - UK Albums Chart   | 30             |
| Suécia - Sverigetopplistan      | 21             |
| Suíça - Schweizer Hitparade     | 13             |